# Lasianthera africana
Lasianthera africana là một loài thực vật có hoa trong họ Stemonuraceae. Loài này được P.Beauv. mô tả khoa học đầu tiên năm 1806.